# Macon (Missouri)
Macon é uma cidade localizada no estado americano de Missouri, no Condado de Macon.

## Demografia
Segundo o censo americano de 2000, a sua população era de 5538 habitantes.
Em 2006, foi estimada uma população de 5466, um decréscimo de 72 (-1.3%).

## Geografia
De acordo com o United States Census Bureau tem uma área de
16,7 km², dos quais 15,9 km² cobertos por terra e 0,8 km² cobertos por água. Macon localiza-se a aproximadamente 264 m acima do nível do mar.

## Localidades na vizinhança
O diagrama seguinte representa as localidades num raio de 20 km ao redor de Macon.